# Krystian Zimerman

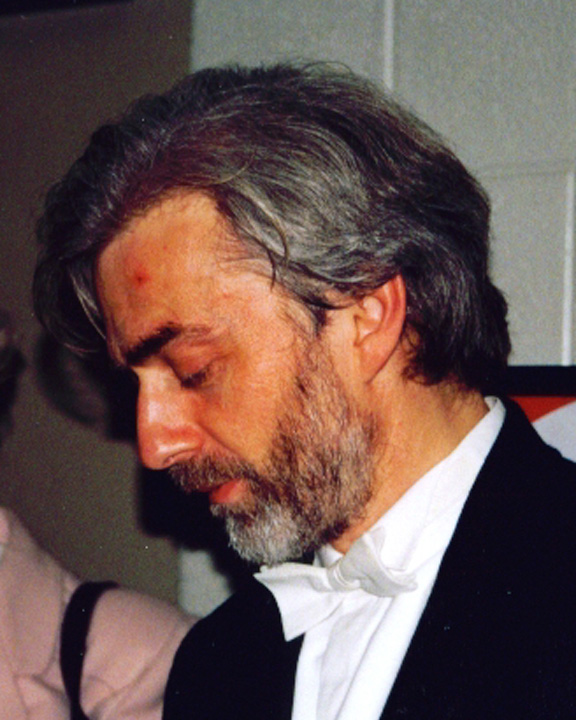
Artysta w 2004 roku

Krystian Zimerman (ur. 5 grudnia 1956 w Zabrzu) – polski pianista, uważany za jednego z najwybitniejszych żyjących pianistów, pedagog. Zwycięzca IX Międzynarodowego Konkursu Pianistycznego im. Fryderyka Chopina w Warszawie.
W 1976 roku rozpoczął współpracę z Berliner Philharmoniker. Od tego czasu występował i nagrywał z najważniejszymi muzykami i zespołami muzyki poważnej na świecie. W 1977 roku nawiązał współpracę z London Symphony Orchestra. Współpracował z dyrygentami takimi jak Leonard Bernstein, Pierre Boulez, Herbert von Karajan i Simon Rattle. Na przestrzeni lat jego nagrania ukazywały się głównie nakładem Polskich Nagrań „Muza” i Deutsche Grammophon.
W 1994 laureat Nagrody Fundacji Muzycznej Léonie Sonning. W latach 1996–2004 prowadził klasę fortepianu Akademii Muzycznej w Bazylei. Do listopada 2015 roku odbył ponad dwa tysiące koncertów.
Witold Lutosławski zadedykował Krystianowi Zimermanowi swój jedyny Koncert fortepianowy, którego premierowe wykonanie odbyło się na Festiwalu Muzycznym w Salzburgu 19 sierpnia 1988 roku.

## Życiorys
Początkowo, tzn. od piątego roku życia był kształcony muzycznie przez ojca, a od siódmego roku przez Andrzeja Jasińskiego, wówczas asystenta Władysławy Markiewiczówny. Po raz pierwszy wystąpił publicznie 6 grudnia 1962 roku. 27 maja 1963 roku zagrał w studio TVP Katowice, wykonując własne trzy kompozycje. Absolwent Państwowej Szkoły Muzycznej w Zabrzu (1963–1971), Państwowej Ogólnokształcącej Szkoły Muzycznej II stopnia im. Karola Szymanowskiego w Katowicach (1971–1975) oraz tamtejszej Państwowej Wyższej Szkoły Muzycznej (dyplom z wyróżnieniem 4 października 1977 roku) – wszędzie w klasie prof. Andrzeja Jasińskiego. W młodości był laureatem szeregu konkursów ogólnopolskich i zagranicznych (m.in. konkursu im. Sergiusza Prokofiewa w Katowicach w 1974 roku czy międzynarodowego konkursu im. Ludwiga van Beethovena w Hradcu w 1973 roku).
W 1975 roku został zwycięzcą Konkursu Chopinowskiego oraz laureatem nagród specjalnych, m.in.: Polskiego Radia za najlepsze wykonanie mazurków, Towarzystwa im. Fryderyka Chopina za najlepsze wykonanie poloneza i nagrody Filharmonii Narodowej za najlepsze wykonanie koncertu. Jak o tym pisze Jerzy Waldorff:

Pierwszy raz wszakże, w całych półwiecznych dziejach Konkursu stało się tak, że kandydat do Grand Prix ujawnił się od samego początku, świetnym talentem wyprzedzając wszystkich konkurentów. Był to 18-letni Polak – Krystian Zimerman, dopiero absolwent Liceum Muzycznego w Katowicach, wychowanek profesora Andrzeja Jasińskiego. Mając wrodzoną łatwość do pokonywania barier techniki, wyróżniał się grą spontaniczną, w młodzieńczy sposób pełną radosnego polotu. Porywał tak, że – słuchając go – nie chciało się nawet próbować szukania usterek w tym fascynującym popisie. Podobny do młodego Chopina, kiedy grał Koncert e-moll zdawało się, ze to sam Fryderyk po słonecznej drodze dźwięków, w promiennych blaskach nadziei rusza wartko na podbój świata. W rezultacie też pierwszy raz się zdarzyło, że jeden kandydat Konkursu warszawskiego zgarnął wszystkie czołowe nagrody: Grand Prix i Złoty Medal oraz za najlepsze wykonanie Mazurków, Poloneza i Sonaty. (...) Sam Zimerman, poza niebagatelną nagrodą główną, 60 000 złotych, dostał trzy prywatnie fundowane nagrody pieniężne na sumę 55 000 złotych oraz siedem nagród na łączną kwotę 21 000 dolarów USA.

Od 1981 roku Krystian Zimerman wszystkie honoraria za koncerty w Polsce przeznacza na cele dobroczynne, a od 1985 roku przyznaje nagrody na Konkursach Chopinowskich w Warszawie za najlepsze wykonanie sonaty.
Od 1976 roku datuje się współpraca Zimermana z najbardziej znaczącymi postaciami świata muzyki. Współpracował m.in. z takimi dyrygentami jak Claudio Abbado, Władimir Aszkenazi, Daniel Barenboim, Leonard Bernstein, Pierre Boulez, Charles Dutoit, Carlo Maria Giulini, Bernard Haitink, Herbert von Karajan, Kiriłł Kondraszyn, Erich Leinsdorf, Lorin Maazel, Zubin Mehta, Riccardo Muti, Seiji Ozawa, Simon Rattle, Esa-Pekka Salonen, Giuseppe Sinopoli, Stanisław Skrowaczewski czy Wolfgang Sawallisch.
Współpracę z Berliner Philharmoniker rozpoczął 16 grudnia 1976 roku, a z London Symphony Orchestra – 23 marca 1977 roku. Wystąpił ze wszystkimi najważniejszymi zespołami symfonicznymi na świecie. Aktywność koncertową dzielił pomiędzy koncertami symfonicznymi, recitalami solowymi i kameralnymi. Tysięczny występ (z muzyką Chopina i Szymanowskiego) odbył się 8 maja 1992 roku w Nowym Jorku, a dwutysięczny (z muzyką Schuberta) – 1 listopada 2015 roku w Amsterdamie.
Od początku działalności koncertowej, Krystian Zimerman umieszczał w swoim repertuarze dzieła polskich kompozytorów – oprócz Fryderyka Chopina także Grażyny Bacewicz czy Karola Szymanowskiego.
Polski kompozytor Witold Lutosławski napisał dla Krystiana Zimermana i jemu zadedykował swój jedyny Koncert fortepianowy, którego premierowe wykonanie odbyło się na Festiwalu Muzycznym w Salzburgu 19 sierpnia 1988 roku. Prawykonanie prowadził sam kompozytor, a wykonawcą był Krystian Zimerman. Kilka tygodni później miało miejsce polskie prawykonanie tego koncertu na Międzynarodowym Festiwalu Muzyki Współczesnej „Warszawska Jesień”. Orkiestrą Filharmonii Narodowej dyrygował Witold Lutosławski, a wykonawcą ponownie był Krystian Zimerman.
Od tego czasu obaj wykonywali ten utwór w wielu znaczących centrach muzycznych świata. W 2013 roku, w 100. rocznicę urodzin Witolda Lutosławskiego, Krystian Zimerman poświęcił kompozytorowi część sezonu, wykonując Koncert fortepianowy ze znaczącymi orkiestrami, m.in. z Berliner Philharmoniker pod dyrekcją Simona Rattle’a, Philharmonia Orchestra z Eka-Pekka Salonenem oraz w Paryżu, Zurychu, Lucernie, Singapurze, Tokio, Filadelfii, San Francisco i wielu innych, a na końcu w Filharmonii Narodowej w Warszawie pod dyrekcją Jacka Kaspszyka. Koncert ten włączyli do swojego repertuaru m.in. Ewa Pobłocka i Piotr Paleczny.
Od 23 czerwca 1976 roku Krystian Zimerman podpisał umowę z firmą Polydor, która pod marką Deutsche Grammophon, wydała ponad 25 jego albumów.
W latach (1996–2004) prowadził klasę fortepianu w Akademii Muzycznej w Bazylei (Szwajcaria).
W 1999 roku, w 150-lecie śmierci Fryderyka Chopina, Zimerman powołał do życia orkiestrę, nazwaną Polska Orkiestra Festiwalowa (Polish Festival Orchestra), powstałą jako zupełnie nowy, wyselekcjonowany, składający się z 64 osób zespół młodych muzyków, aby podczas tournée po świecie wykonać oba koncerty fortepianowe Fryderyka Chopina (f-moll op. 21 i e-moll op.11) z Zimermanem jako pianistą i dyrygentem.
Orkiestra dała łącznie 39 koncertów (symbolizujących długość życia Chopina), z czego 12 odbyło się w Polsce: w Gdańsku, Łodzi, Kielcach, Wrocławiu, Katowicach, Zabrzu, Krakowie, Katowicach, Poznaniu, Szczecinie i Warszawie. Wystąpiła na festiwalu w Salzburgu, Askonie i Turynie (tam zarejestrowała koncerty na płytę w sali Lingotto), po czym wykonała te utwory w Hamburgu, Frankfurcie, Kolonii, Stuttgarcie, Brukseli, Londynie, Amsterdamie, Zurychu i Lucernie. 17 października 1999 roku (w 150. rocznicę śmierci Chopina) rano muzycy złożyli kwiaty na Cmentarzu Père-Lachaise na grobie kompozytora, a wieczorem zagrali w Salle Pleyel w Paryżu, w której Chopin kiedyś koncertował. Amerykańska część tournée obejmowała Waszyngton, Princeton i Nowy Jork (Carnegie Hall). Po powrocie z USA odbył się 38. i 39. koncert w Filharmonii Narodowej w Warszawie.
W 2009 roku w 100-lecie urodzin polskiej skrzypaczki i kompozytorki Grażyny Bacewicz, pragnął przybliżyć jej twórczość, którą bardzo ceni. Nad projektem tym pracował już od 2003 roku i z firmą Universal (nowym właścicielem marki Deutsche Gramophon) podpisał w tym roku umowę na nagranie monograficznej płyty kompozytorki. W realizacji tego projektu wzięła udział światowej sławy skrzypaczka Kaja Danczowska oraz wielkie polskie talenty muzyczne: Agata Szymczewska – skrzypaczka, Ryszard Groblewski – altowiolista i Rafał Kwiatkowski – wiolonczelista. Dochód z koncertów Zimerman postanowił (jak zwykle) przeznaczyć na cele charytatywne, choć do tego nie doszło z powodu nierozliczenia końcowego projektu. Koncerty odbyły się w pięciu polskich miastach: Łodzi (5 lutego 2009 roku, w rocznicę urodzin Grażyny Bacewicz), Warszawie, Poznaniu, Krakowie i Katowicach. Muzycy wykonali I i II Kwintet fortepianowy kompozytorki, a sam pianista – II Sonatę na fortepian. Zimerman już od lat 70. XX w. wykonuje utwory Grażyny Bacewicz i są one po utworach Chopina, Szymanowskiego i Lutosławskiego najczęściej przez niego wykonywanymi utworami polskich kompozytorów. Płyta z tymi kompozycjami ukazała się w 2010 roku, a nagrań dokonano w nowej sali Akademii Muzycznej w Katowicach.
19 października 2024 został uhonorowany tytułem doktora honoris causa Akademii Muzycznej w Łodzi.

## Poglądy polityczne
Artysta uważa, że odpowiedzialność jednostki w sytuacji, w której jest konfrontowany ze złem, powinna wywoływać reakcję, a patrzenie w drugą stronę doprowadziło w Europie do największych katastrof, które nie powinny się nigdy powtórzyć. Kalkulowanie i oportunizm uważał zawsze za pożywkę dla zła. Dlatego od najmłodszych lat protestował przeciwko niesprawiedliwości i uciskowi. Już w 1976 roku „zadarł” z apartheidem w RPA, ostentacyjnie blokując bardzo lukratywny finansowo projekt artystyczny. Od 13 grudnia 1981 roku do dziś artysta konsekwentnie nie wystąpił na terenach byłego ZSRR. W 1982 roku wyprosił z garderoby Mieczysława Rakowskiego, ówczesnego wicepremiera rządu Wojciecha Jaruzelskiego i odmówił przyjęcia z jego rąk nagrody. Występował także przeciwko wyścigowi zbrojeń pomiędzy USA i Rosją, prowadzonemu pod pretekstem posiadania broni chemicznej przez Irak i protestował przeciwko wciągnięciu Polski do planów rozmieszczenia rakiet. Po 25 latach regularnego koncertowania w USA (249 koncertów) artysta nie widział możliwości dalszego występowania w tym kraju, nie mogąc pogodzić się z fałszywymi zarzutami amerykańskiej prasy pod swoim adresem i faktem spalenia się w niewyjaśnionych okolicznościach jego domu w New Jersey (37 Bishopstreet), który był bazą artysty przed kolejnymi występami w Ameryce. W 2009 roku zapowiedział, że nie zagra już nigdy w Stanach Zjednoczonych z uwagi na ich imperialistyczne i militarystyczne stanowisko.

## Życie prywatne
Jest mężem Marii Drygajło (skrzypaczki), ojcem Klaudii i Ryszarda. W 1984 zamieszkał w Szwajcarii, w Binningen lub w Bazylei.

## Dyskografia
| Albumy | |                         |
| Rok    | Tytuł                                                                                                 | Wydawca                 |
| 1975   | Kronika Konkursu                                                                                      | Polskie Nagrania „Muza” |
| 1977   | Frédéric Chopin                                                                                       | Deutsche Grammophon     |
| 1977   | Beethoven, Prokofiev, Bacewicz                                                                        | Polskie Nagrania „Muza” |
| 1977   | Chopin Recital                                                                                        | Deutsche Grammophon     |
| 1977   | Frédéric Chopin. 14 Walzer, Waltzes                                                                   | Deutsche Grammophon     |
| 1978   | Mozart, 4 Sonaten                                                                                     | Deutsche Grammophon     |
| 1979   | Frédéric Chopin, Klavierkonzert – Piano Concerto No. 1                                                | Deutsche Grammophon     |
| 1979   | Mozart. Sonaty K.V. 547, 404, 481                                                                     | Wifon                   |
| 1980   | Frédéric Chopin, Klavierkonzert. Piano Concerto No. 2, Andante spianato et Grande Polonaise brillante | Deutsche Grammophon     |
| 1980   | Johannes Brahms. Klaviersonaten No.1 & 2. Piano Sonatas                                               | Deutsche Grammophon     |
| 1981   | Franck. Violinsonate. Szymanowski. Mythen                                                             | Deutsche Grammophon     |
| 1982   | Schumann. Grieg. Klavierkonzerte. Piano Concertos                                                     | Deutsche Grammophon     |
| 1984   | Johannes Brahms. Klavierkonzert. Piano Concert No. 1                                                  | Deutsche Grammophon     |
| 1985   | Brahms. Klavierkonzert No. 2                                                                          | Deutsche Grammophon     |
| 1986   | Frédéric Chopin. Klavierkonzert Nr. 1                                                                 | Deutsche Grammophon     |
| 1988   | Franz Liszt. Klavierkonzerte Nos 1 & 2. Totentanz                                                     | Deutsche Grammophon     |
| 1988   | Chopin. 4 Balladen                                                                                    | Deutsche Grammophon     |
| 1989   | Richard Strauss. Ottorino Respighi. Violinsonaten. Violin Sonatas                                     | Deutsche Grammophon     |
| 1990   | Frédéric Chopin. International Chopin Piano Competitions. The Golden Twelve. Vol. 4                   | Polskie Nagrania „Muza” |
| 1990   | Fryderyk Chopin. International Chopin Piano Competition. Best Mazurka Performances                    | Polskie Nagrania „Muza” |
| 1991   | Franz Schubert. Impromptus D 899 & D 935                                                              | Deutsche Grammophon     |
| 1992   | Lutosławski. Piano Concerto. Chain 3. Novelette                                                       | Deutsche Grammophon     |
| 1992   | Ludwig van Beethoven. Klavierkonzert No. 5 »Emperor« Concerto                                         | Deutsche Grammophon     |
| 1992   | Ludwig van Beethoven. Klavierkonzerte. Piano Concertos Nos. 1 & 2                                     | Deutsche Grammophon     |
| 1992   | Ludwig van Beethoven. Klavierkonzerte. Piano Concertos Nos. 3 & 4                                     | Deutsche Grammophon     |
| 1992   | Ludwig van Beethoven. Die 5 Klavierkonzerte. The Piano Concertos                                      | Deutsche Grammophon     |
| 1993   | Johannes Brahms. Concerto Para Piano E Orquesta № 2 Em Si Bemol Maior, Op. 83                         | Deutsche Grammophon     |
| 1994   | Claude Debussy. Préludes                                                                              | Deutsche Grammophon     |
| 1998   | Maurice Ravel. The Piano Concertos                                                                    | Deutsche Grammophon     |
| 1999   | Chopin: Piano Concertos Nos. 1 & 2                                                                    | Deutsche Grammophon     |
| 2002   | Witold Lutosławski. Partita • Chain 2 • Piano Concerto                                                | Deutsche Grammophon     |
| 2004   | Rachmaninov. Piano Concertos Nos. 1 & 2                                                               | Deutsche Grammophon     |
| 2005   | Bartók. The Piano Concertos                                                                           | Deutsche Grammophon     |
| 2006   | Brahms. Piano Concerto No. 1                                                                          | Deutsche Grammophon     |
| 2011   | Grażyna Bacewicz. Piano Sonata 2. Piano Quintets 1 & 2                                                | Deutsche Grammophon     |
| 2011   | The Liszt Recordings                                                                                  | Deutsche Grammophon     |
| 2014   | Liszt. Sonate h-moll • in B minor                                                                     | Deutsche Grammophon     |
| 2015   | Lutosławski. Piano Concerto, Symphony No. 2                                                           | Deutsche Grammophon     |
| 2017   | Franz Schubert. Piano Sonatas D 959 & 960                                                             | Deutsche Grammophon     |
| 2018   | Leonard Bernstein. Symphony No. 2 „The Age of Anxiety”                                                | Deutsche Grammophon     |
| 2021   | Ludwig van Beethoven. Complete Piano Concertos                                                        | Deutsche Grammophon     |
| 2022   | Karol Szymanowski: Piano Works                                                                        | Deutsche Grammophon     |
| 2025   | Johannes Brahms: Piano Quartets nos. 2 & 3                                                            |                         |

## Odznaczenia, nagrody i wyróżnienia
- 1994 – Nagroda Fundacji Muzycznej Léonie Sonning
- 2005 – order Legii Honorowej – odznaczony przez francuskiego ministra kultury Renaud Donnedieu de Vabres[15]
- 2005 – doktorat honoris causa Akademii Muzycznej w Katowicach[16]
- 2010 – Złoty Medal „Zasłużony Kulturze Gloria Artis” – odznaczony przez Ministra Kultury i Dziedzictwa Narodowego Bogdana Zdrojewskiego[17]
- 2013 – Krzyż Komandorski z Gwiazdą Orderu Odrodzenia Polski – odznaczony przez prezydenta Bronisława Komorowskiego[18]
- 2015 – doktorat honoris causa Uniwersytetu Muzycznego Fryderyka Chopina w Warszawie[19]
- 2022 – nagroda Praemium Imperiale[20][21]
- 2024 – doktorat honoris causa Akademii Muzycznej im. Grażyny i Kiejstuta Bacewiczów w Łodzi[22][23]